# Oxyopes minutus
Oxyopes minutus là một loài nhện trong họ Oxyopidae.
Loài này thuộc chi Oxyopes. Oxyopes minutus được miêu tả năm 1996 bởi Biswamoy Biswas et al..